# Vilhelm Hammershøi
Vilhelm Hammershøi ( escolteu (?·pàg.); 15 de maig de 1864 – 13 de febrer de 1916) fou un pintor nascut a Copenhaguen (Dinamarca). Va treballar principalment a la seva ciutat natal pintant retrats, arquitectures, paisatges i escenes d'interiors. És famós sobretot per aquestes darreres, executades amb una paleta de colors freds i apagats.

## Obra

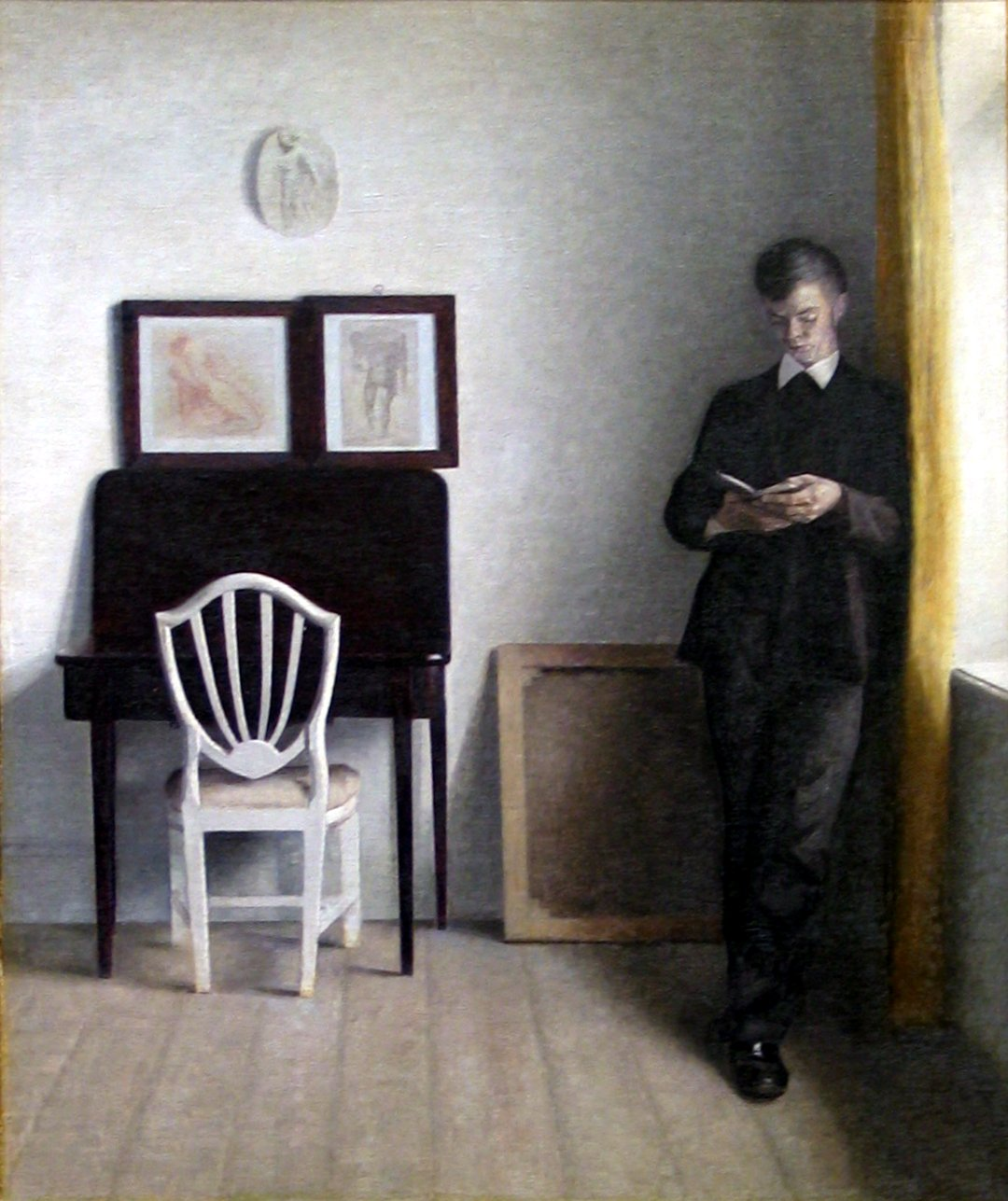
Jove llegint. 1898

Les pintures d'Hammershøi es caracteritzen per una atmosfera calmosa i melangiosa, que fan evident la influència del pintor nord-americà James McNeill Whistler. Els seus interiors i paisatges fan un efecte estranyament sobri i purista; les representacions arquitectòniques (pintades a Copenhaguen, Londres i Roma) són fosques i desolades. La seva paleta, marcada pels grisos, els blancs, els verds i els blaus, recorda les grisalles medievals.

## Posteritat

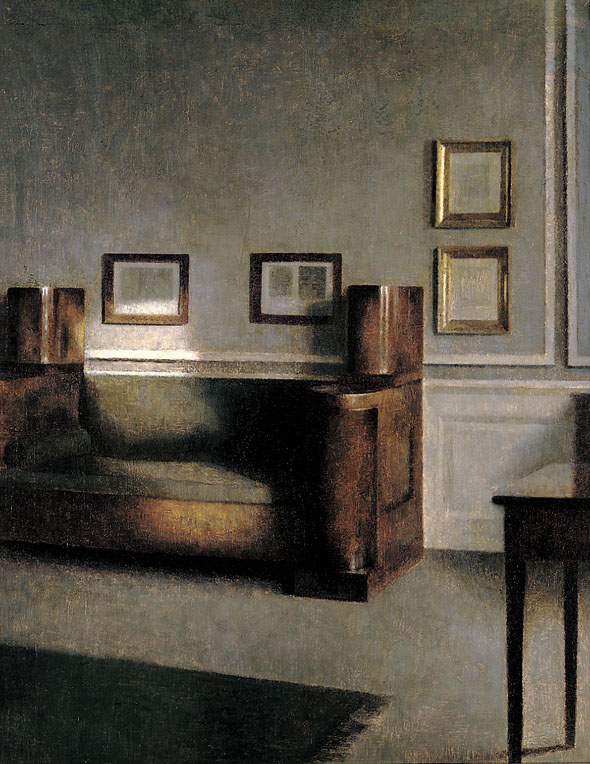
Cambra assolellada. 1898

Després de la seva mort, ocorreguda el 1916, l'obra d'Hammershøi va caure en oblit. El seu estil fred i contingut no quadrava amb els experiments torbadors de les avantguardes. L'estridència dels nous moviments va fer que l'art trist i enigmàtic del pintor danès semblés passat de moda.
El redescobriment i la revaloració del simbolisme va permetre que l'obra d'Hammershøi recuperés un lloc destacat en la consciència del públic. Avui dia, el pintor no és només un dels artistes escandinaus més coneguts, sinó que també ha estat reconegut a París i a Nova York gràcies a les completes retrospectives que li van dedicar durant els anys noranta el Musée d'Orsay i el Museu Guggenheim. L'any 2007, el Centre de Cultura Contemporània de Barcelona li dedicà una exposició en què s'explorava la influència que Hammershøi va exercir sobre el director de cinema Carl Theodor Dreyer.